# Ernest Wiśniewski

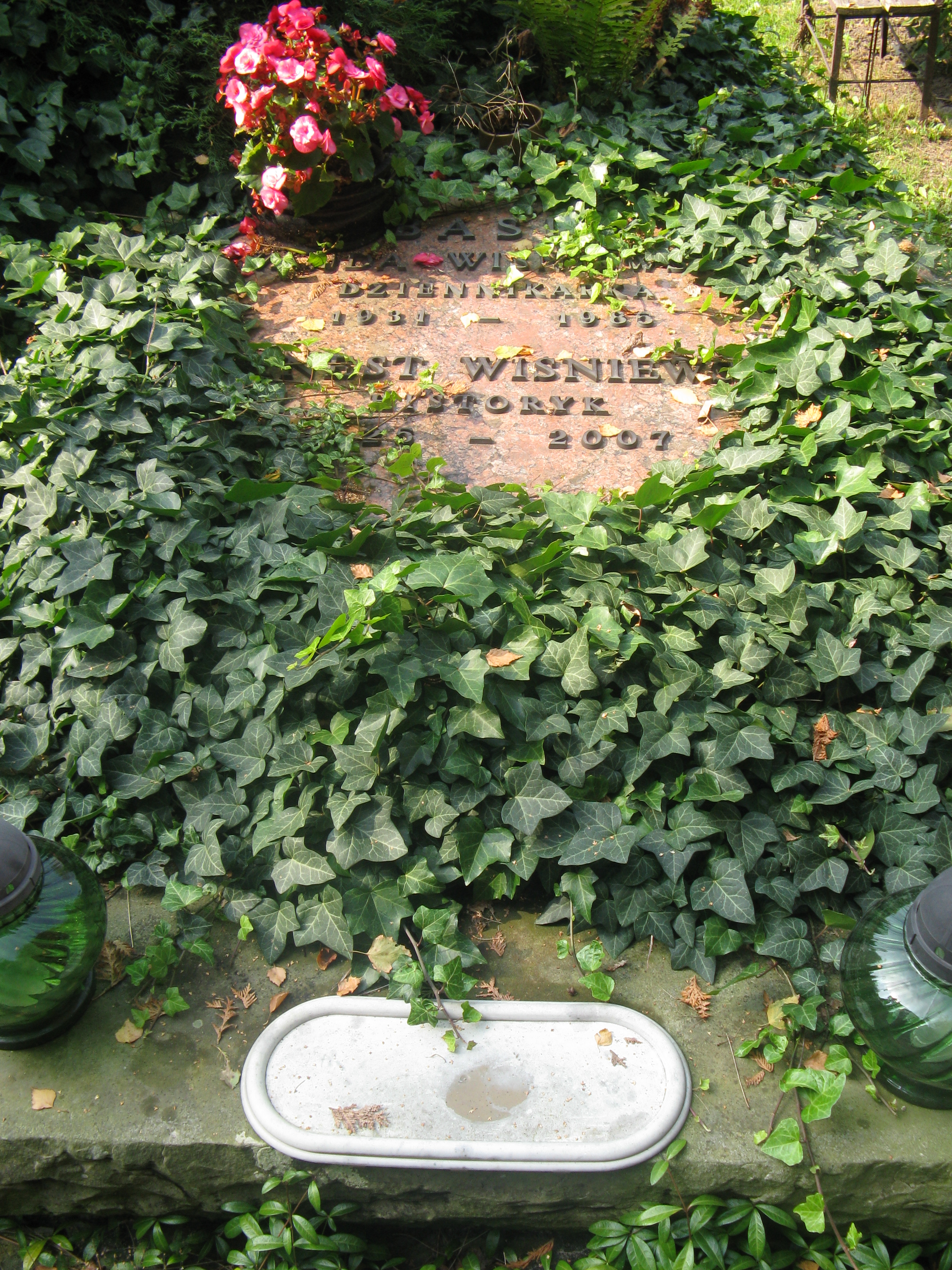
Grób Ernesta Wiśniewskiego na Cmentarzu Wojskowym na Powązkach

Ernest Stefan Wiśniewski (ur. 19 grudnia 1925 w Warszawie, zm. 12 listopada 2007 tamże) – pułkownik Wojska Polskiego, badacz wojskowości, pracownik Akademii Sztabu Generalnego (dziś: Akademia Obrony Narodowej); tłumacz z rosyjskiego i na rosyjski; autor ponad 60 publikacji na temat historii wojskowości, strategii, metodyki badań, brat Jana.

## Życiorys
Przed wojną mieszkał wraz z lewicowo zaangażowaną rodziną na osiedlu „Szklane domy” na Żoliborzu. Po wybuchu II wojny światowej, ojciec i starszy brat wzięli udział w obronie Warszawy. W 1940 uciekł wraz z rodziną na Wschód, do Lwowa, gdzie jego ojciec, Władysław, został zatrzymany przez NKWD i stracony na rozkaz katyński (zob. Listy katyńskiej ciąg dalszy... Zamordowani na Ukrainie oraz Aresztowani w rejonie Lwowa i Drohobycza, oba wyd. przez Ośrodek KARTA). Wraz z matką i starszym bratem zesłany w głąb Rosji. W 1942 wcielony do batalionów pracy, tzw. strojbatów, pracował przy wyrębie tajgi. Rodzina znajdowała się w bardzo złych warunkach, cierpiała głód.
W 1943 wstąpił do tworzonych przez ZPP jednostek polskich. Początkowo służył krótko jako strzelec wieżowy w sformowanym właśnie nad Oką 2 pułku czołgów, ale już we wrześniu został skierowany do Szkoły Oficerskiej w Riazaniu, którą ukończył w lutym 1944 r. z wyróżnieniem w stopniu podporucznika. Po ukończeniu szkoły służył jako adiutant dowódcy 7 pułku piechoty w Sielcach nad Oką, wkrótce oddelegowany do dyspozycji Sztabu 1 Korpusu PSZ w ZSRR, następnie skierowany do 4 Dywizji Piechoty im. Jana Kilińskiego na stanowisko dowódcy plutonu. W grudniu 1944 oddelegowany do 4 samodzielnej kompanii zwiadowczej, z którą jako dowódca plutonu przeszedł cały szlak bojowy 4 Dywizji. Brał udział w wyzwoleniu swojej rodzinnej Warszawy, uczestniczył w walkach pod Bydgoszczą, na Wale Pomorskim, walczył pod Drawskiem i Świdwinem, Kołobrzegiem, w walkach nad Odrą i Starą Odrą, później – na północnych obrzeżach Berlina, nad Kanałem Hohenzollernów, pod Oranienburgiem. Był jednym z pierwszych polskich zwiadowców, którzy dotarli do obozu koncentracyjnego Sachsenhausen (por. Józef Margules, Drugie dywizje w bojach o Polskę 1776-2000, Warszawa 2003, s. 375).
Po wojnie nie został zdemobilizowany i wraz z innymi żołnierzami 4 Dywizji Piechoty został wcielony do KBW, skąd odszedł na własną prośbę, by wstąpić w szeregi LWP. W latach 1947–49 pełnił służbę w 1 Warszawskiej Dywizji Piechoty im. Tadeusza Kościuszki jako komendant szkoły podoficerskiej. W 1949 roku rozpoczął studia w ASG, które ukończył z wyróżnieniem. Po studiach pozostał na uczelni do 1958 r., piastował różne stanowiska od szefa wydziału programowo-metodycznego po zastępcę szefa katedry. W latach 1958–1972 redaktor naczelny „Myśli Wojskowej”. Stopień pułkownika uzyskał w 1960 r., a pracę doktorską nt. Niektóre problemy działań zaczepnych wojsk lądowych w początkowym okresie wojny obronił w 1962 r. W latach 1972–1978 szef Oddziału Naukowego ASG. Od 1978 w stanie spoczynku. Do 1990 roku samodzielny pracownik naukowy Akademii.
Na emeryturze był wciąż zaangażowany żywo w życie naukowe i publiczne, recenzował publikacje naukowe, brał m.in. udział w uroczystościach z okazji rocznic wyzwolenia Berlina, wyzwolenia obozu Sachsenhausen oraz w uroczystościach żałobnych w Jedwabnem.
Odznaczony: Brązowym, dwukrotnie Srebrnym i Złotym Krzyżem Zasługi, Krzyżem Walecznych, Medalem „Zasłużonym na Polu Chwały”, Krzyżem Oficerskim Orderu Odrodzenia Polski. Pochowany na wojskowych Powązkach (kwatera C12-4-1).

## Ważniejsze prace
Metodyka wojskowych badań naukowych, Warszawa 1990 (II wyd.)

## Nagrody
- Nagroda Ministra Obrony Narodowej III stopnia w dziedzinie sztuki operacyjnej za opracowania teoretyczne (1962)[2]